# Adelheid Page-Schwerzmann
Adelheid 'Heidi' Page-Schwerzmann (Zug, 20 augustus 1853 - Cham, 15 september 1925) was een Zwitserse tuberculosebestrijdster uit het kanton Zug.

## Biografie
Adelheid Page-Schwerzmann was een dochter van Karl Kaspar Schwerzmann, een handelaar en toeristisch gids, en van Agatha Weiss. Na haar schooltijd in Zug verbleef ze een tijdje in een pensionaat in Vevey. Ze was gehuwd met George Page en werkte voor de onderneming Anglo-Swiss Condensed Milk Company in Cham, waar haar echtgenoot de leiding over had. Ze was sterk sociaal geëngageerd en zette zich in voor de tuberculosebestrijding. Zo richtte ze in Unterägeri twee sanatoria op, een eerste in 1912 genaamd Adelheid en een tweede in 1918 genaamd Heimeli, dat speciaal voorzien was voor kinderen. In 1903 kocht ze het Sankt Andreaskasteel in Cham, dat ze liet verbouwen door architect Dagobert Keiser en waarin ze later haar intrek zou nemen. In 1921 werd ze ereburger van Cham.

## Onderscheidingen
- Ereburgerschap van Cham (1921)